# أوتو مولر جنسن
أوتو مولر جنسن (بالدنماركية: Otto Møller Jensen)‏ هو ممثل دانمركي، ولد في 31 يوليو 1940 بكوبنهاغن في الدنمارك، وتوفي في 12 مارس 1996 في الدنمارك.

## وصلات خارجية
- أوتو مولر جنسن على موقع IMDb (الإنجليزية)
- أوتو مولر جنسن على موقع ميوزك برينز (الإنجليزية)
- أوتو مولر جنسن على موقع قاعدة بيانات الأفلام السويدية (السويدية)
- أوتو مولر جنسن على موقع قاعدة بيانات الفيلم (الإنجليزية)
- أوتو مولر جنسن على موقع كينوبويسك (الروسية)